# Christus am Ölberge
Le Christ au Mont des Oliviers
Pour les articles homonymes, voir Le Christ au Mont des Oliviers.

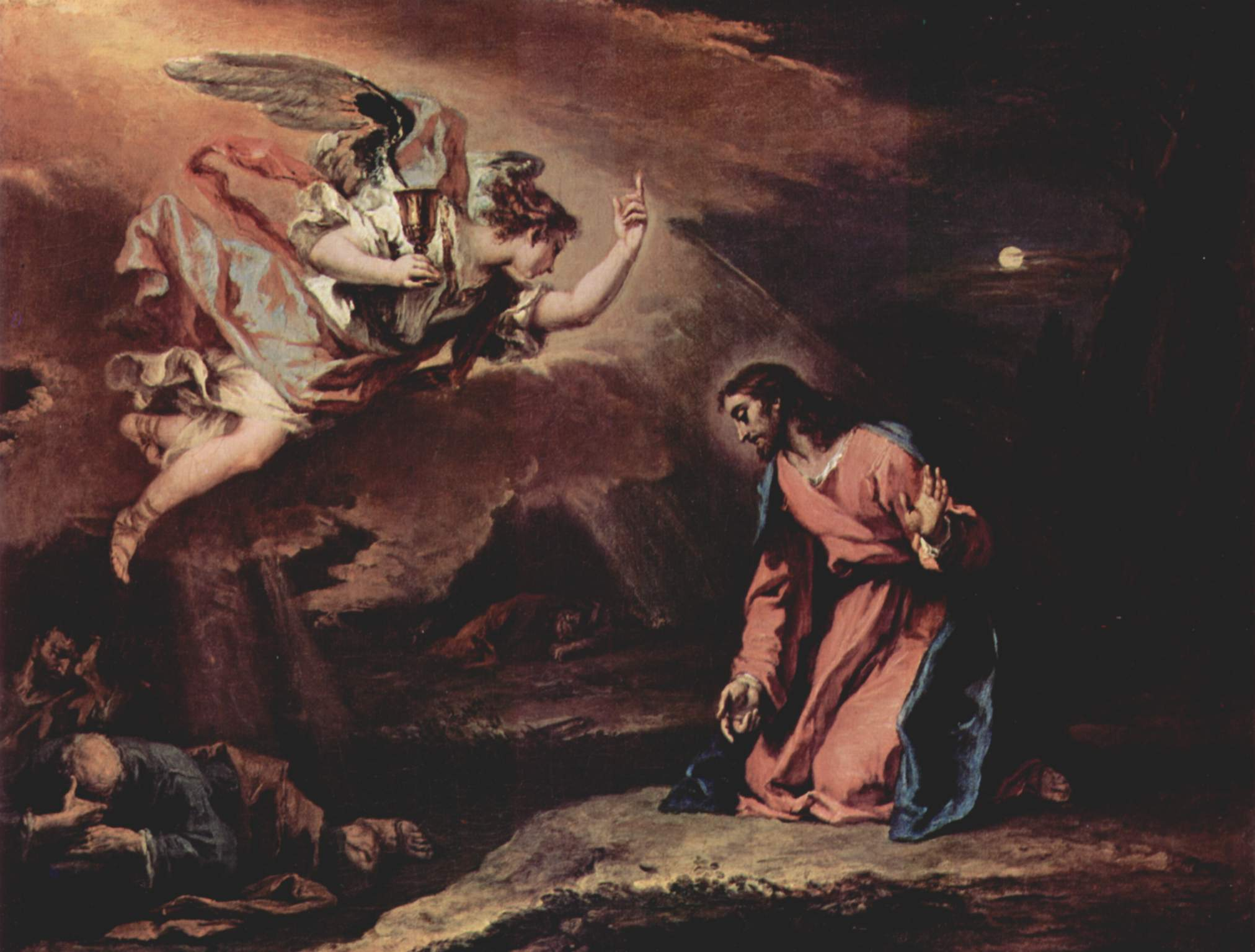
Sebastiano Ricci : Le Christ au Mont des Oliviers, vers 1730, (l'ange, Jésus et Pierre) Vienne, Kunsthistorisches Museum

Christus am Ölberge (en français Le Christ au Mont des Oliviers), opus 85, est un oratorio d'une cinquantaine de minutes pour chœur, voix solistes, soprano (Séraphin), ténor (Jésus), basse (Pierre) et orchestre symphonique de Ludwig van Beethoven. Composée en 1801 sur un texte de Franz Xaver Huber, l'œuvre fut créée le 5 avril 1803 et éditée à Vienne en 1811.

## Orchestration
| Instrumentation du Christ au Mont des Oliviers                       |
| Cordes                                                               |
| premiers violons, seconds violons, altos, violoncelles, contrebasses |
| Bois                                                                 |
| 2 flûtes, 2 hautbois, 2 clarinettes, 2 bassons                       |
| Cuivres                                                              |
| 2 trompettes 3 trombones (alto, ténor et basse),                     |
| Percussions                                                          |
| 2 timbales                                                           |